# الغرابية (المضاربة والعارة)

تعديل مصدري - تعديل

الغرابية هي إحدى قرى عزلة المضاربة بمديرية المضاربة والعارة التابعة لمحافظة لحج، بلغ تعداد سكانها 43 نسمة حسب تعداد اليمن لعام 2004.